# 千代大橋
千代大橋（せんだいおおはし）は、宮城県仙台市太白区から若林区にかけて架かる橋である。

## 概要
国道4号仙台バイパス内に位置し、仙台市太白区郡山と若林区若林を結ぶ。
1965年（昭和40年）11月に完成。1966年（昭和41年）に仙台市太白区籠ノ瀬から仙台市宮城野区苦竹IC間 (7.4 km) 供用開始時に橋も供用開始した。
千代大橋の東側に「大導水道橋」が並行して架かっている。